# Чемпионат мира по шорт-треку 2009
Чемпионат мира по шорт-треку 2009 года проходил 5-8 марта в Вене (Австрия).

## Общий медальный зачёт
| Место | Страна           | Золото | Серебро | Бронза | Всего |
| ----- | ---------------- | ------ | ------- | ------ | ----- |
| 1     | Республика Корея | 4      | 5       | 2      | 11    |
| 2     | Китай            | 4      | 3       | 1      | 8     |
| 3     | США              | 1      | 2       | 2      | 5     |
| 4     | Канада           | 1      | 0       | 4      | 5     |
| 5     | Япония           | 0      | 0       | 1      | 1     |

## Медалисты
За первое место в дисциплине начислялось 34 очка, за второе — 21 очко, за третье — 13 очков, за четвёртое — 8 очков, за пятое — 5 очков, за шестое — 3 очка, за седьмое — 2 лчка и за восьмое — 1 очко; очки начислялись лишь спортсменам, принявшим участие в финальных соревнованиях по соответствующей дисциплине. В суперфинале на дистанции 3000 м лидирующие после первого километра спортсмены получали 5 дополнительных очков. Затем очки складывались, и так определялся победитель в многоборье; эстафеты для определения победителей в многоборье не учитывались.

### Мужчины
| Дисциплина | Золото                                                                | Серебро                                                   | Бронза                                                                            |
| ---------- | --------------------------------------------------------------------- | --------------------------------------------------------- | --------------------------------------------------------------------------------- |
| Многоборье | Ли Хо Сок Республика Корея                                            | Джон Сельски США                                          | Шарль Амлен Канада                                                                |
| 500 м      | Шарль Амлен Канада                                                    | Квак Юн Ги Республика Корея                               | Оливье Жан Канада                                                                 |
| 1000 м     | Ли Хо Сок Республика Корея                                            | Аполо Антон Оно США                                       | Джон Сельски США                                                                  |
| 1500 м     | Ли Хо Сок Республика Корея                                            | Квак Юн Ги Республика Корея                               | Джон Сельски США                                                                  |
| 3000 м     | Джон Сельски США                                                      | Ли Хо Сок Республика Корея                                | Шарль Амлен Канада                                                                |
| Эстафета   | США · Аполо Антон Оно · Райан Бедфорд · Джон Сельски · Джордан Мэлоун | Китай · Хань Цзялян · Сон Вэйлун · Лю Сяньвэй · Суй Баоку | Япония · Такахиро Фудзимото · Фумихико Какубари · Сатоси Сакасита · Юдзо Такамидо |

### Женщины
| Дисциплина | Золото                                                       | Серебро                                                                           | Бронза                                                                                  |
| ---------- | ------------------------------------------------------------ | --------------------------------------------------------------------------------- | --------------------------------------------------------------------------------------- |
| Многоборье | Ван Мэн Китай                                                | Ким Мин Джун Республика Корея                                                     | Чжоу Ян Китай                                                                           |
| 500 м      | Ван Мэн Китай                                                | Лю Цюхун Китай                                                                    | Джессика Грегг Канада                                                                   |
| 1000 м     | Ван Мэн Китай                                                | Ким Мин Джун Республика Корея                                                     | Син Сэ Бом Республика Корея                                                             |
| 1500 м     | Ким Мин Джун Республика Корея                                | Чжоу Ян Китай                                                                     | Син Сэ Бом Республика Корея                                                             |
| 3000 м     | Чжоу Ян Китай                                                | Ким Мин Джун Республика Корея                                                     | Син Сэ Бом Республика Корея                                                             |
| Эстафета   | Китай · Ван Мэн · Фу Тяньюй · Чжан Хуэй · Лю Цюхун · Чжоу Ян | Республика Корея · Ким Мин Джун · Чон Ба Ра · Син Сэ Бом · Ян Син Ён · Чон Ын Джу | Канада · Анна Мальте · Валери Мальте · Джессика Хьюитт · Калина Роберж · Джессика Грегг |